# 에민저빌
에민저빌 또는 에민테터릴(Taterillus emini)은 쥐과에 속하는 저빌의 일종이다. 콩고민주공화국과 에티오피아, 케냐, 수단, 우간다에서 발견된다. 자연 서식지는 건조 사바나 지대와 아열대 또는 열대 기후 지역의 건조 저지대 초원과 농경지이다.

## 특징
작은 설치류로 몸통 길이는 99~130mm, 꼬리 길이는 145~160mm이다. 발 길이는 31~34mm, 귀 길이는 17~19mm이다. 등 쪽은 황갈색을 띠고 거무스레한 털이 섞여 있다. 엉덩이는 좀더 밝은 색을 띠고 배 쪽과 다리는 희다.

## 생태
땅 위에서 주로 생활하는 육상성 동물이다.

## 분포 및 서식지
콩고 민주 공화국 북동부 지역부터 케냐 북서부 지역까지 아프리카 중동부 지역에 널리 분포한다. 건조 사바나 지대와 초원, 건조 지역에서 서식한다. 농경지에서도 발견된다.

## 아종
4종의 아종이 알려져 있다.
- T. e. emini - 우간다, 콩고민주공화국 북동부, 케냐 북서부, 에티오피아 남서부, 남수단 남중부
- T. e. anthonyi (Hatt, 1934) - 수단 남동부
- T. e. butleri (Wroughton, 1910) - 수단 남서부
- T. e. gyas (Thomas, 1918) - 수단 동부